# Leolaco
Der osttimoresische Berg Leolaco (Foho Leolaco, Leo-Laco, Leolaku, manchmal Loelaco oder Loelaku) liegt in der Gemeinde Bobonaro, östlich des Ortes Maliana, an der Grenze zwischen den Verwaltungsämtern Cailaco und Maliana. Mit einer Höhe von 1913 m dominiert er als höchster Berg der Region die Landschaft, weswegen er auch teilweise Foho Cailaco genannt wird.

## Geographie

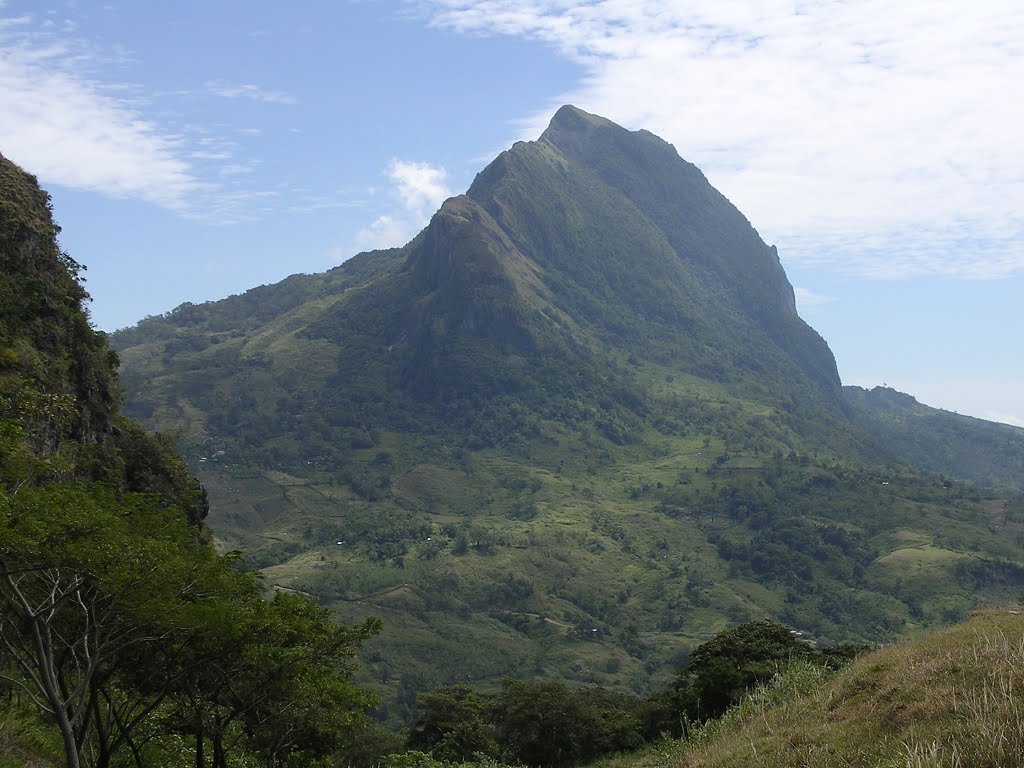
Von Süden aus gesehen

Er erhebt sich als eine Nord-Süd-Richtung langgestreckte Steilwand auf einer Länge von fast sieben Kilometern aus der Ebene, wobei die Formation nur selten mehr als einen Kilometer breit wird. Der höchste Gipfel liegt im Süden Cailacos, wo die drei Sucos Raiheu, Atudara und Manapa aufeinandertreffen. Von hier an folgt die Grenze zwischen Raiheu und Manapa dem Bergkamm, während die Westgrenze Atudaras zu Manapa entlang der 1500-Meter-Höhenlinie westlich des Bergkamms verläuft. Erst zwischen Goulolo und Meligo sinkt der Berg unter 1000 m. In Maliana reicht nach dem zweiten Gipfel 1879 m die 1000-Meter-Grenze noch weit bis in den Suco Ritabou.
Hier an der Südspitze liegen die Orte Maganutu und Lonbia (im Suco Ritabou, bei etwa 900 m), Leotaek und Nunutana im Suco Raifun bei etwa 740 m. Östlich der Steilwand liegen in Cailaco die Orte Tuturema, Lete Aituto, Haareme, Daru Asa, Ohoana.
Einen Kilometer nördlich liegt der Lesululi (1242 m), dazwischen der Foho Mude (1088 m).

## Geschichte

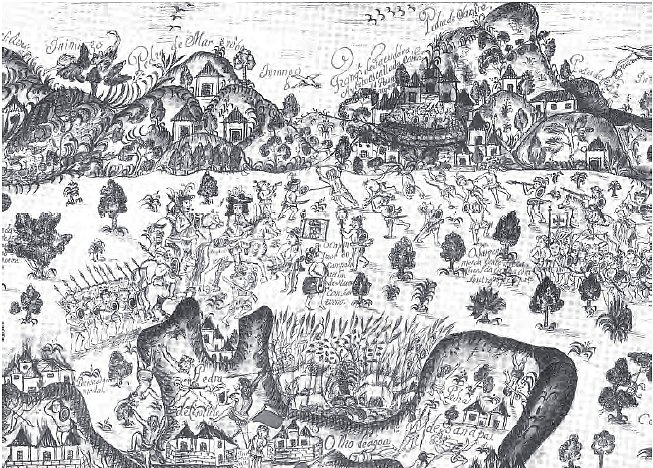
Belagerung der Felsen Cailacos 1726

1719 vereinbarten mehrere timoresische Herrscher (Liurai) ein Bündnis gegen die Portugiesen; der Beginn der Cailaco-Rebellion. Cailaco wurde zum Hauptquartier der Rebellen. Im Marobotal mit den Flüssen Marobo und Lóis lebten damals relativ isoliert 40.000 Menschen. 1726 entsandte der portugiesische Gouverneur António Moniz de Macedo Truppen aus Dili und Batugade gegen die Pedras de Cailaco (Felsen von Cailaco). Die Steilwände des Leolaco boten dem Reich von Cailaco eine natürliche Festung und galten als uneinnehmbar. Am 23. Oktober versammelten die Portugiesen am Fuße des Berges insgesamt 4000 Mann, zu denen auch Topasse und verbündete Timoresen gehörten. Nach 40 Tagen mussten sie aber im Dezember die Belagerung aufgeben, auch wegen schwerer Regenfälle.
Auch zu Beginn der indonesischen Besatzungszeit diente der Berg als Stützpunkt des osttimoresischen Widerstands.

## Galerie

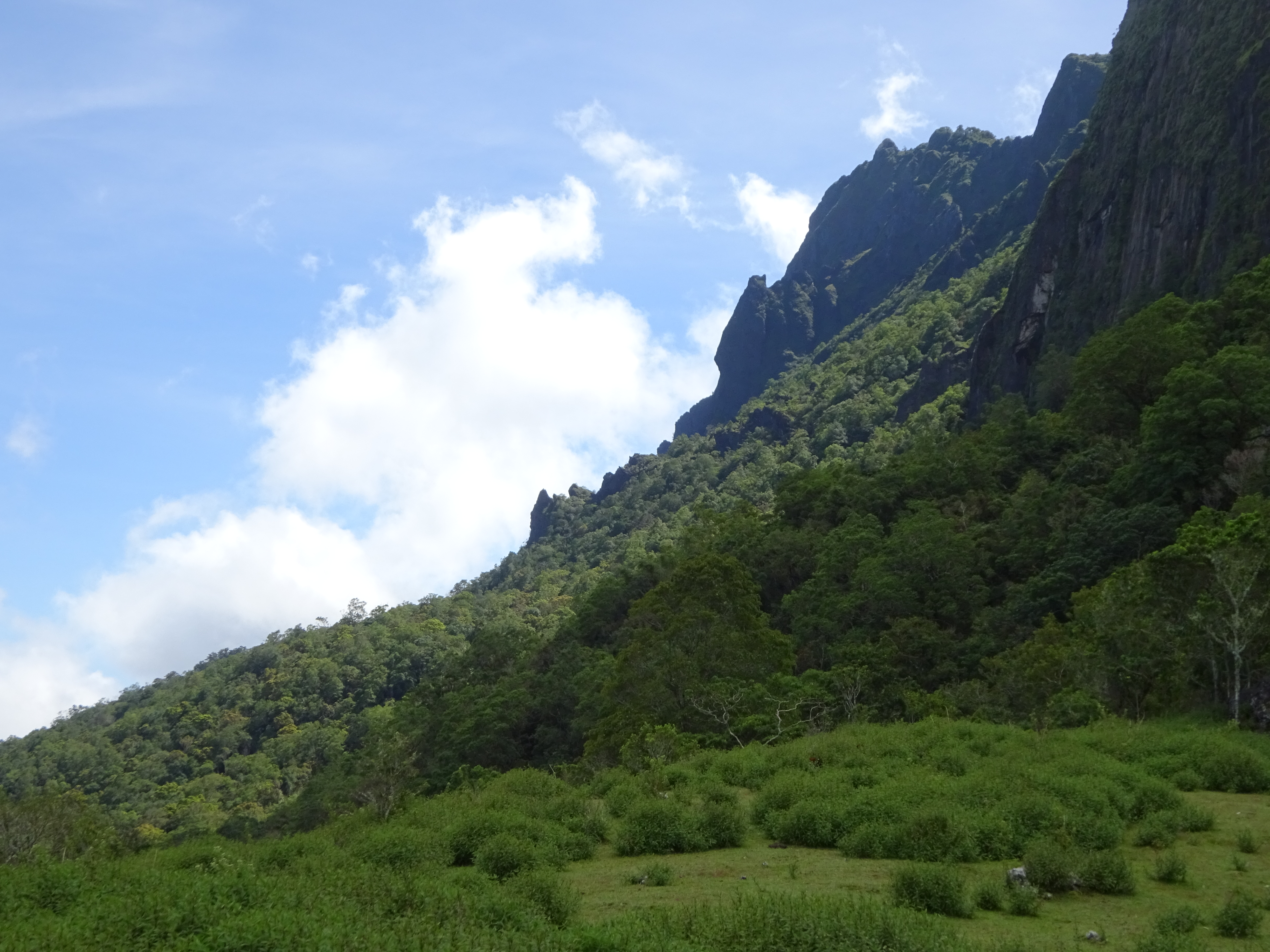
Blick auf den steilen, messerartigen Nordhang auf etwa 1300 m Höhe
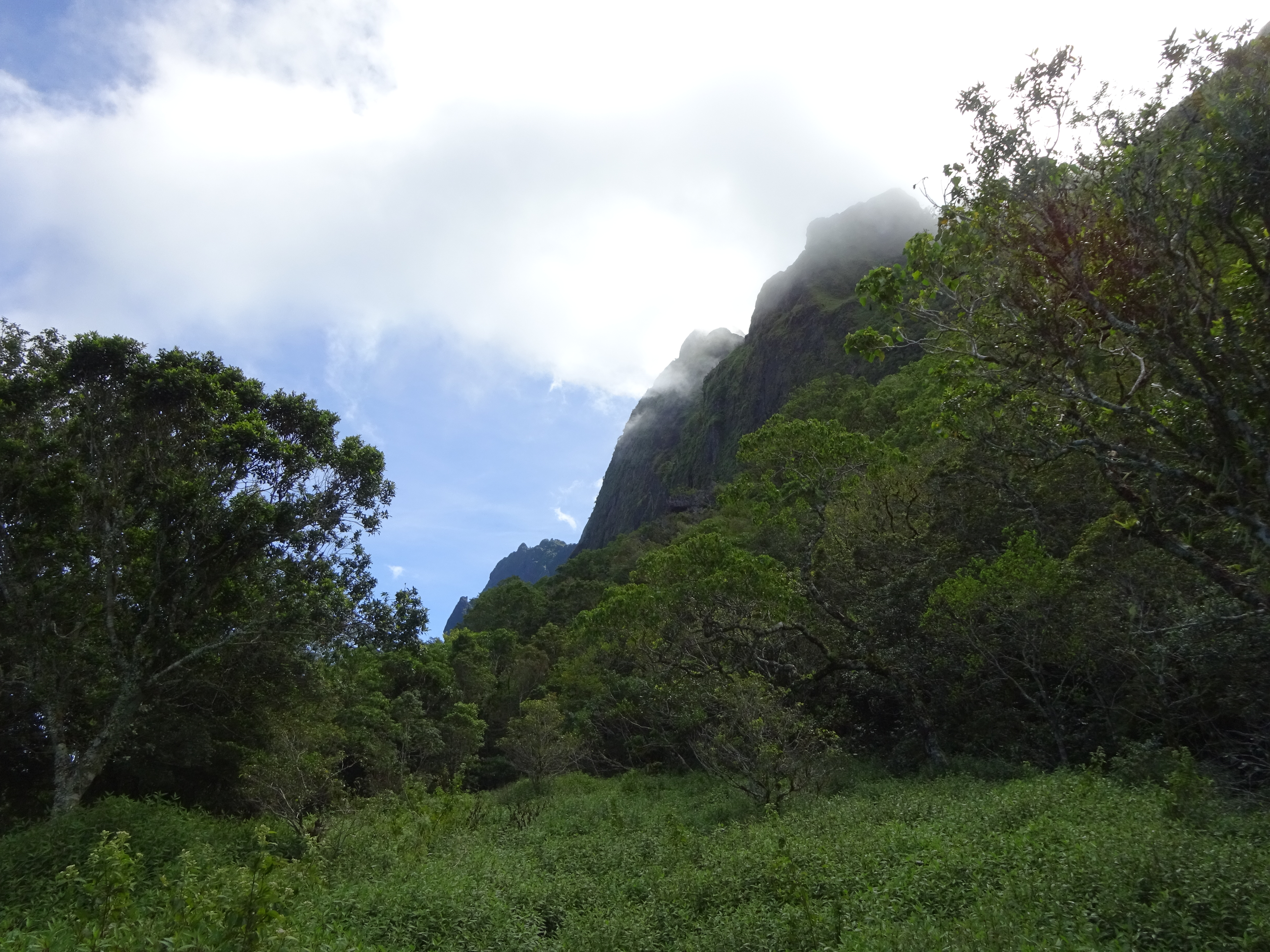
Der Nordhang auf etwa 1300 m Höhe
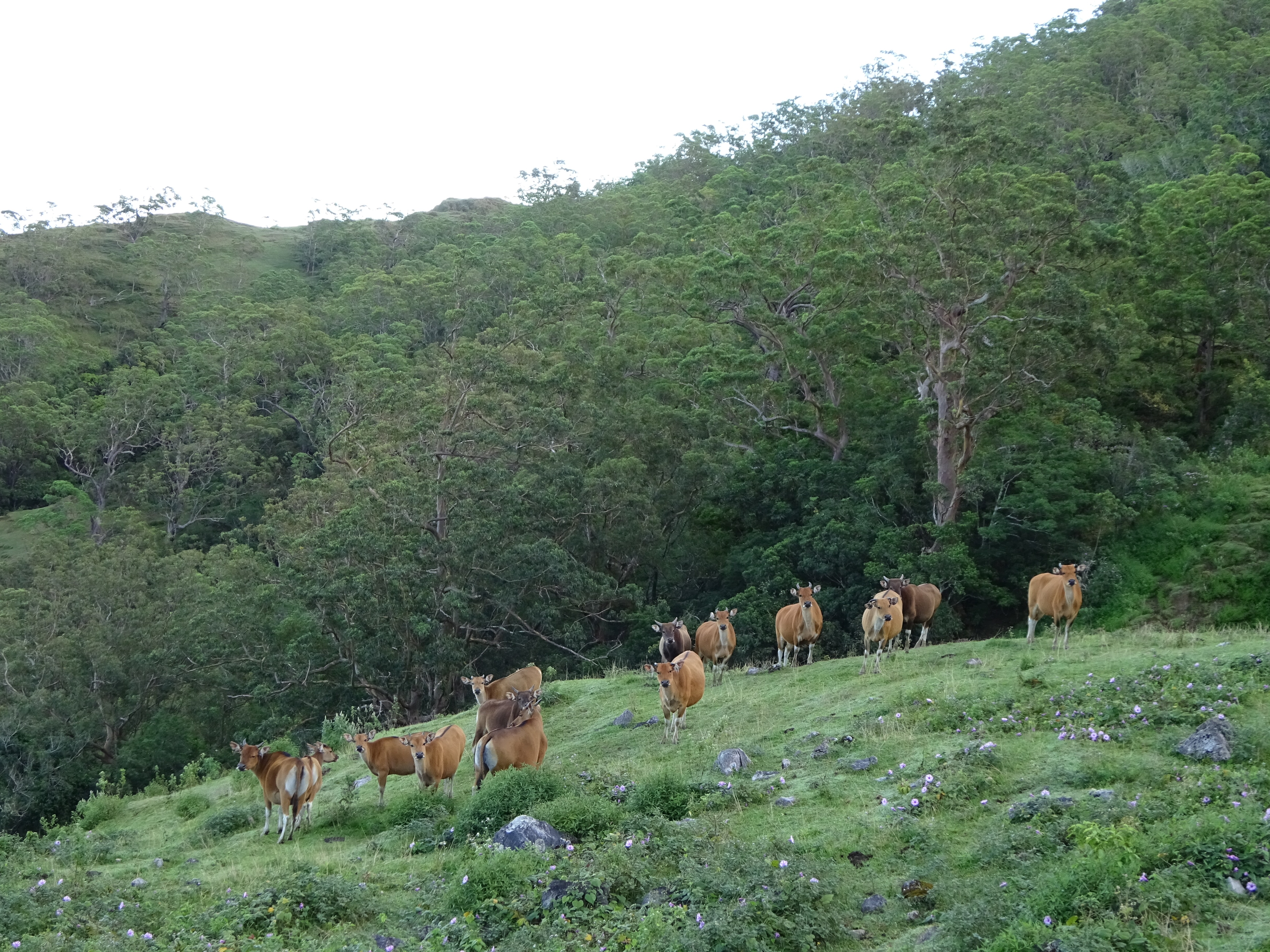
Eine Gruppe von Rindern grast auf 1200 m Höhe
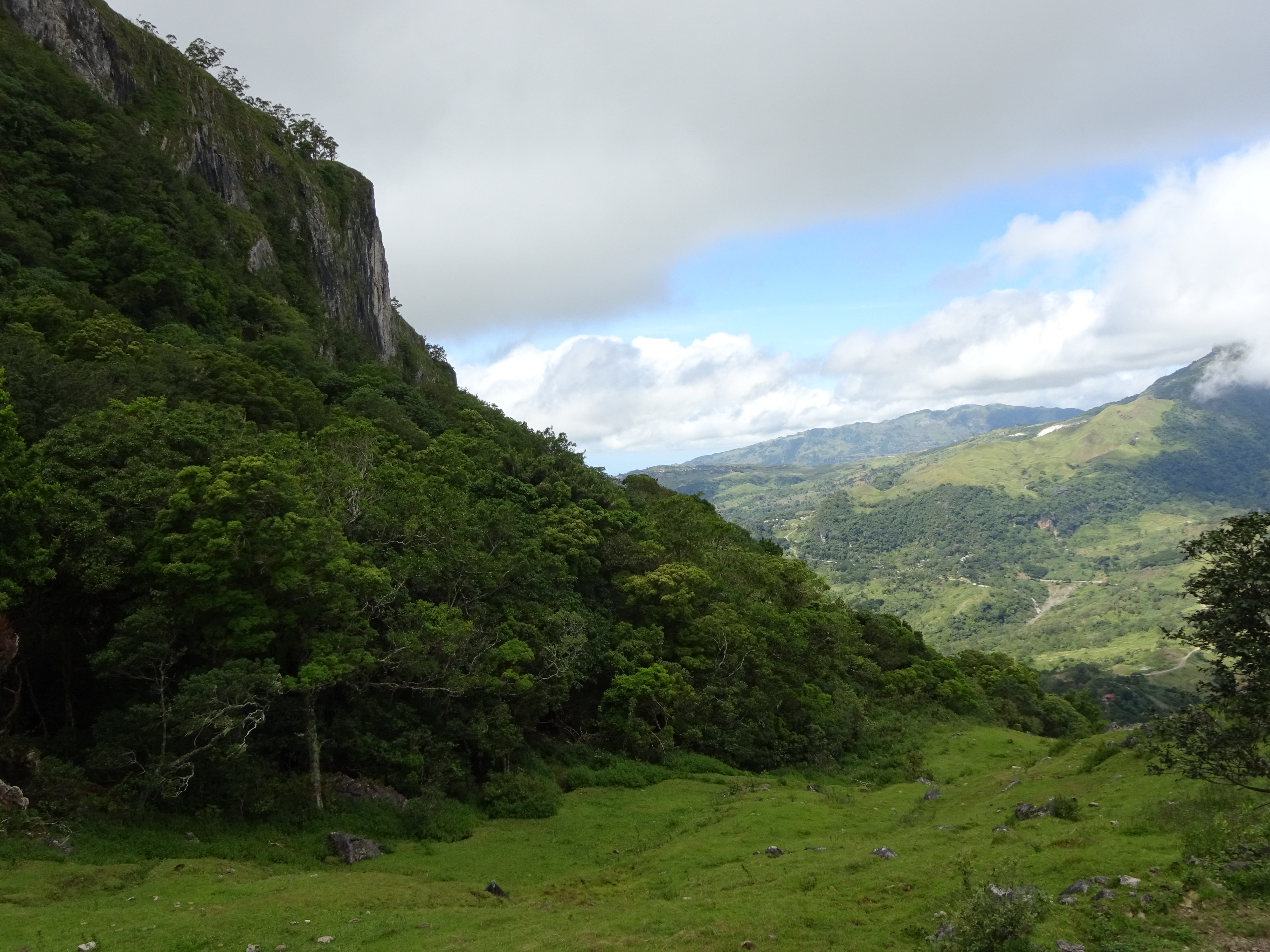
Blick nach Südwesten auf einem Hang auf etwa 1100 m Höhe
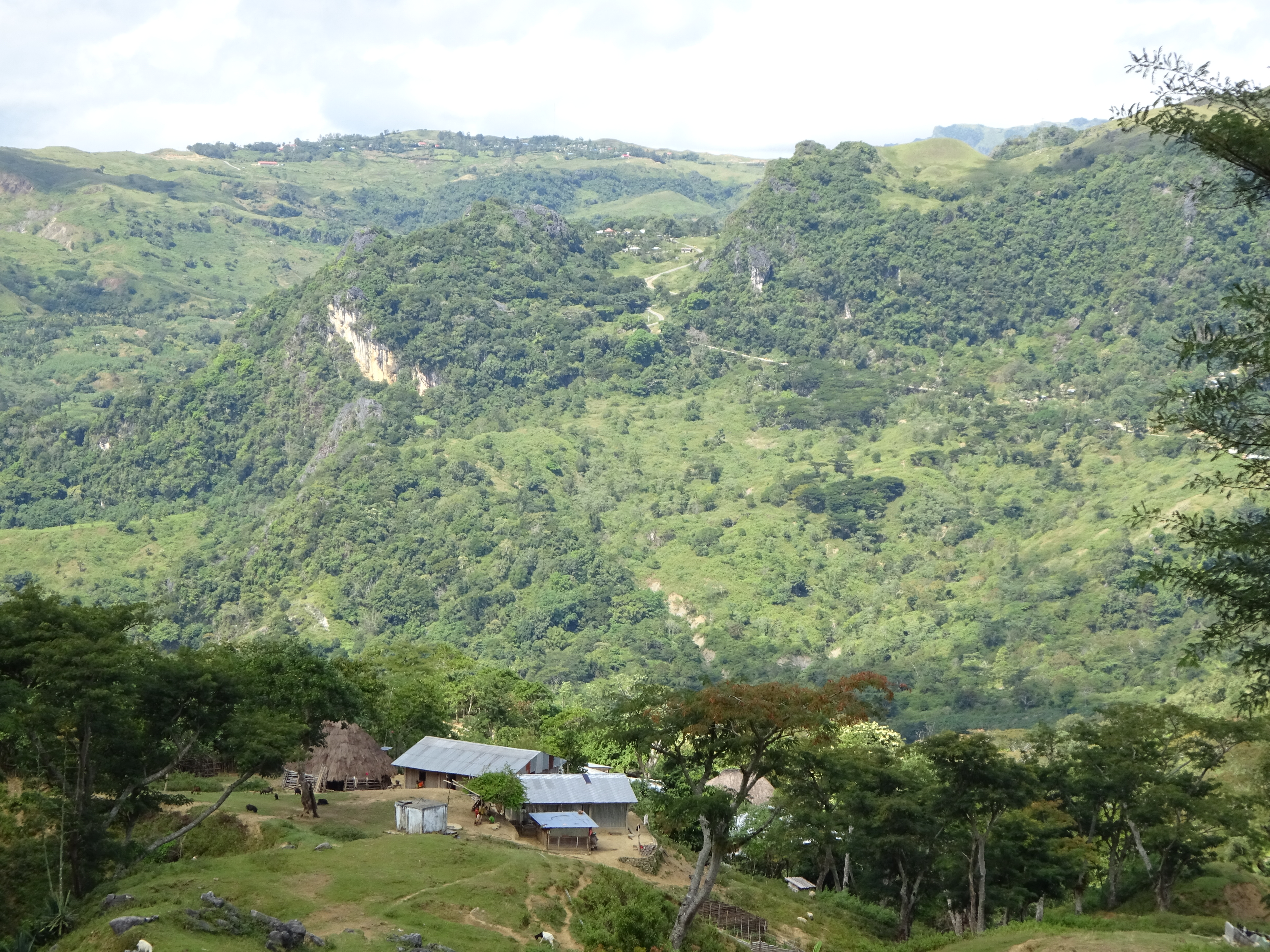
Blick nach Süden auf ein Dorf am Fuß des Berges auf etwa 950 m Höhe
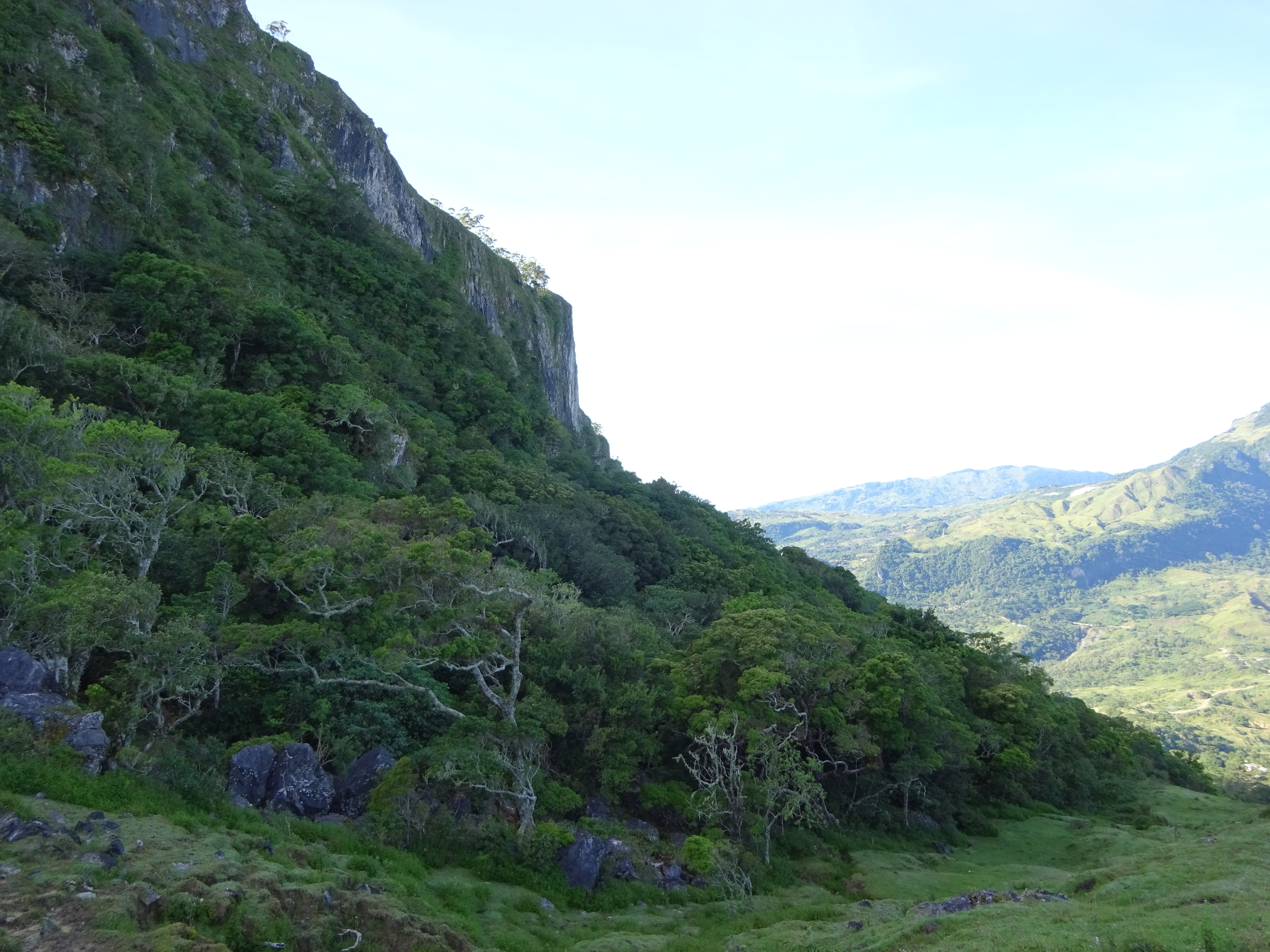
Blick nach Südwesten auf einem Hang auf etwa 1100 m Höhe
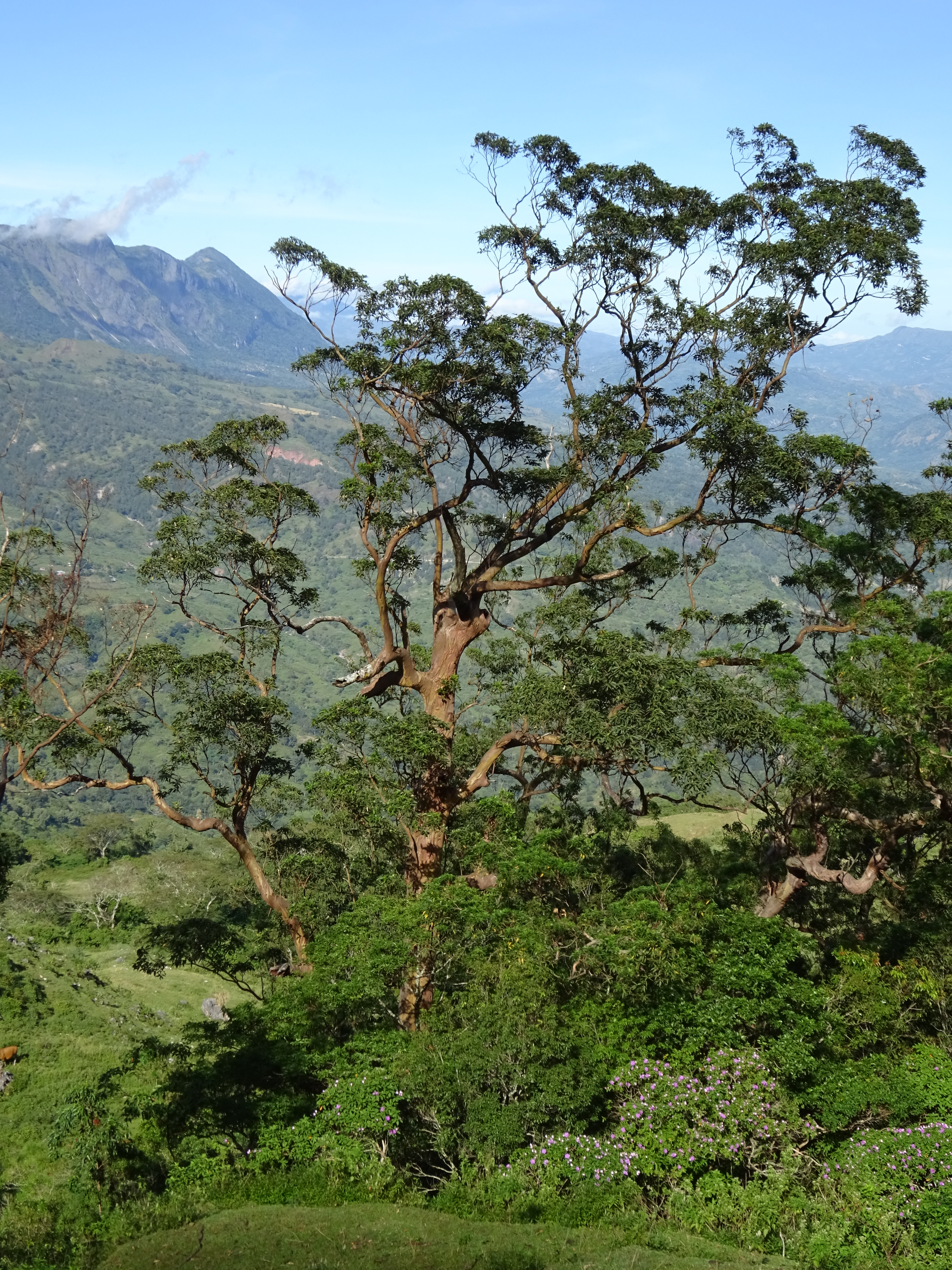
Ein Eucalyptus urophylla am Westhang auf etwa 1100 m Höhe
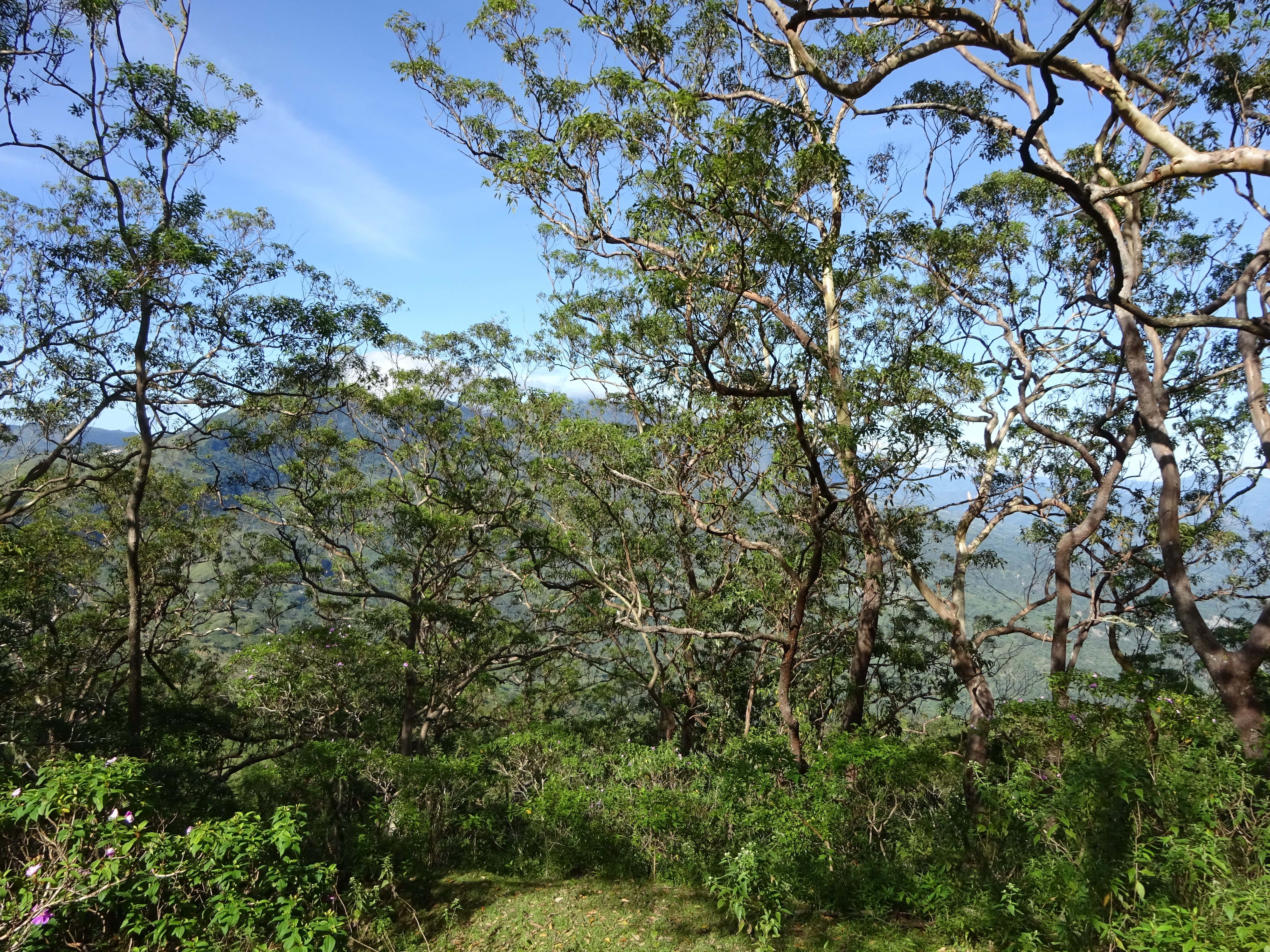
Ein Wäldchen aus Eucalyptus urophylla am Westhang auf etwa 1100 m Höhe